# Telefonní karta

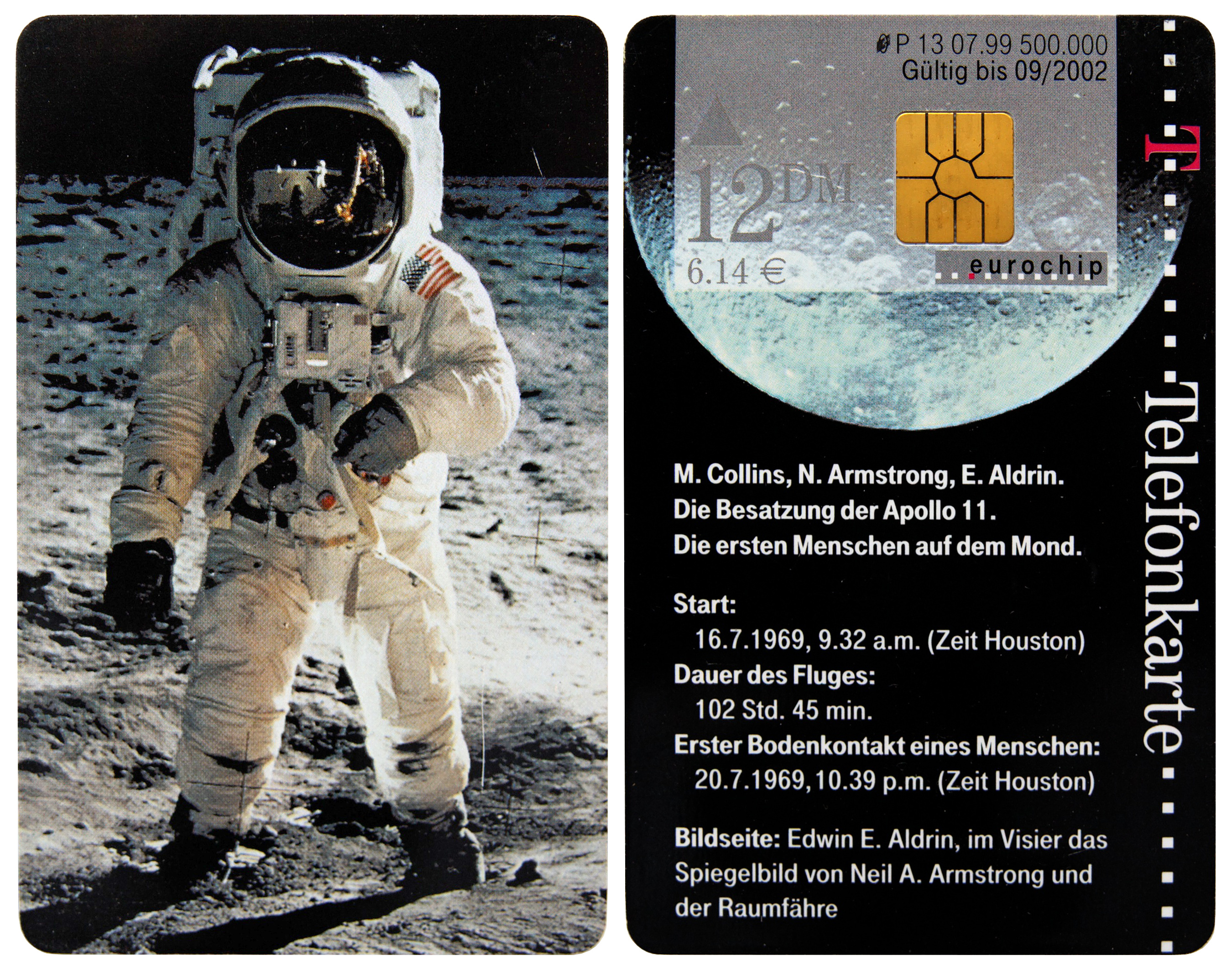
Rubová a lícová strana německé telefonní karty

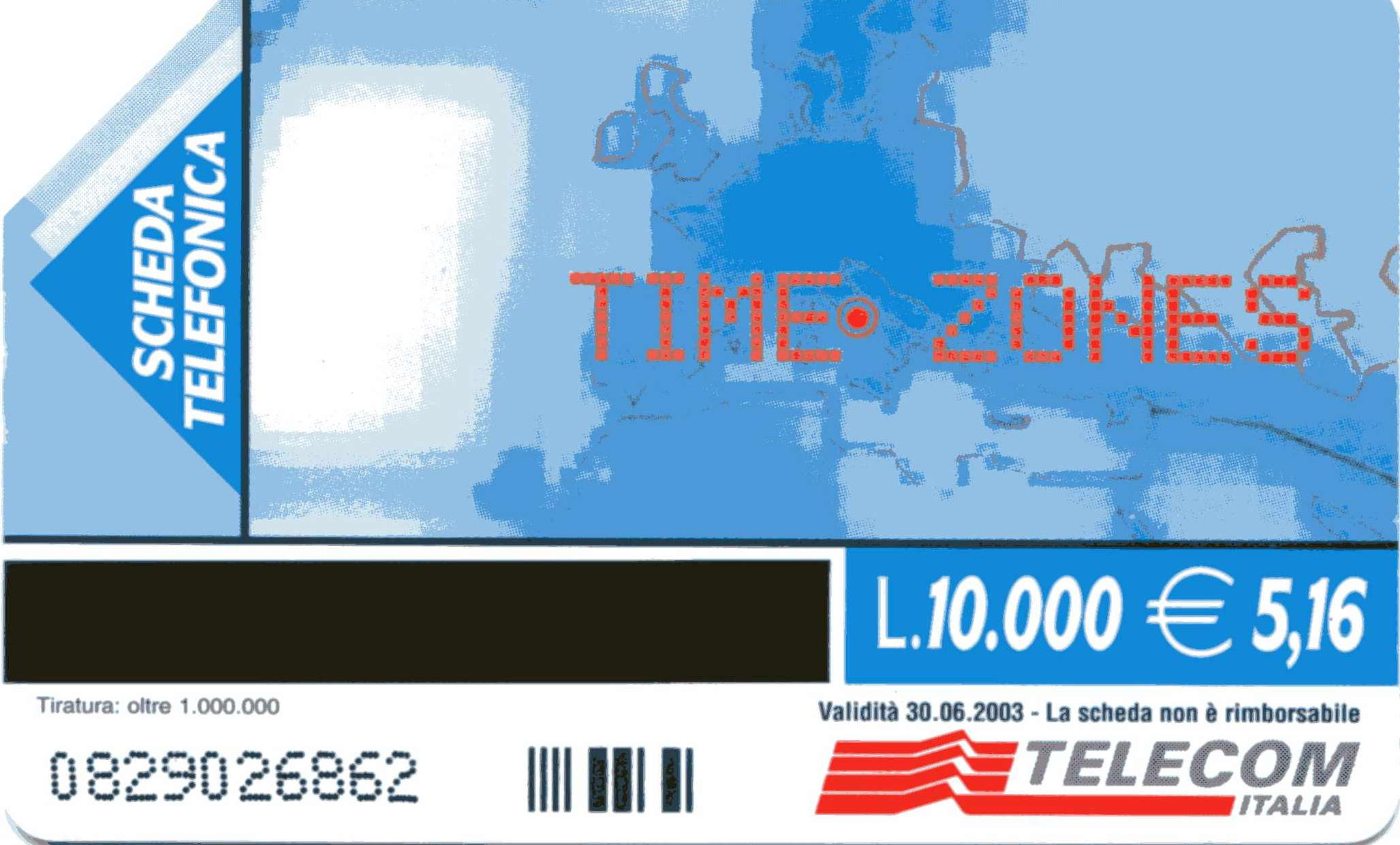
Telefonní karta s magnetickým proužkem z Itálie

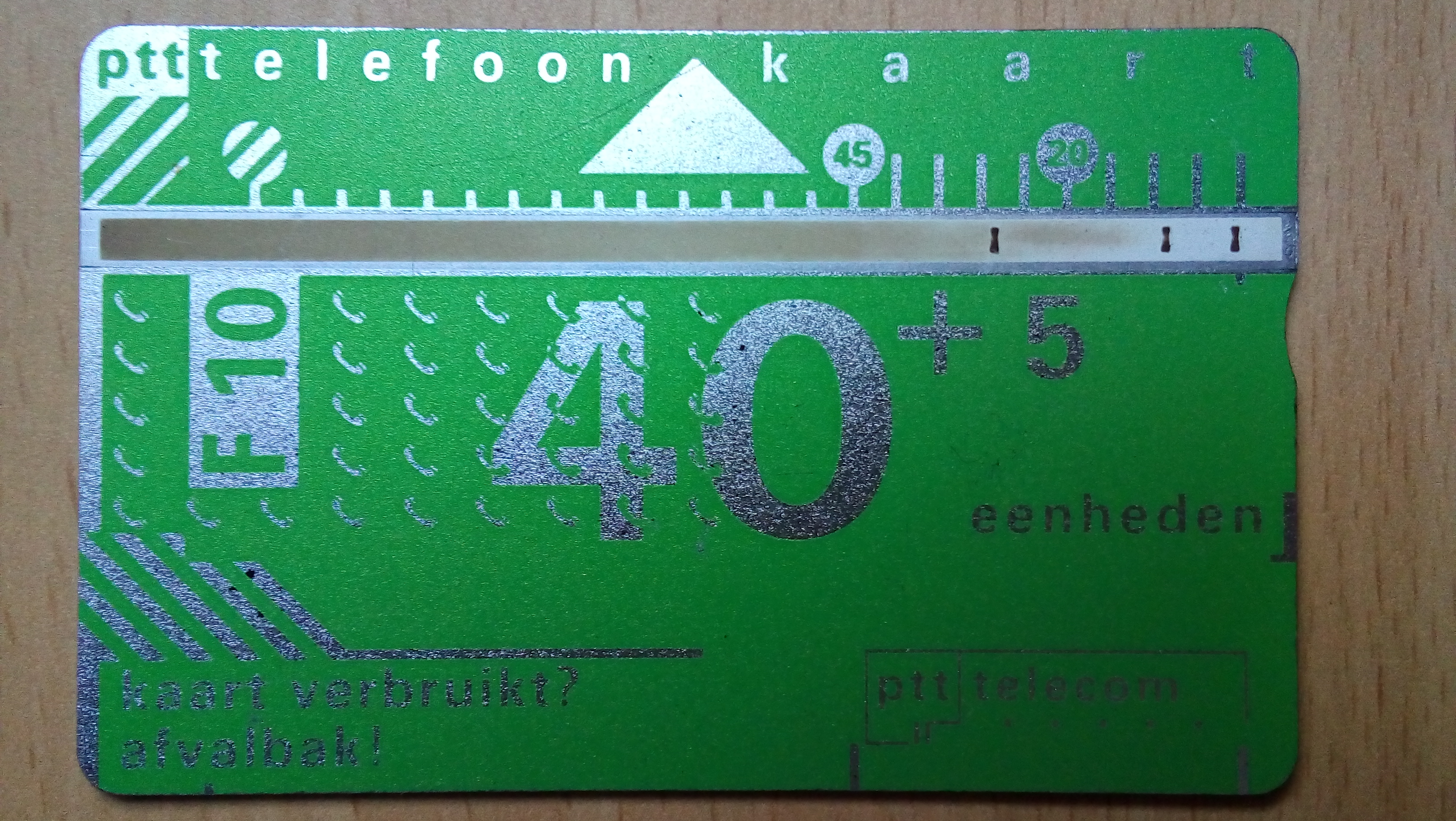
Optická telefonní karta z Nizozemska

Telefonní karta je typ předplacené, čipové karty která je určená k použití v některých typech veřejných telefonních automatů (KTA – kartových telefonních automatech).
Telefonní karta má standardní rozměry 85 × 54 mm, je na ní čip (v ČSFR a Česku to byly např. SL4, SL5 a SL7 firmy Schlumberger nebo GEM 12–15 firmy Gemplus).
Na některých kartách je tzv. Logo Moreno, stylizované písmeno „I" (počáteční písmeno firmy Innovatron. Název pochází z jména Rolanda Morena, zaměstnance Innovatronu, který si nechal patentovat čipovou kartu. Logo se projevuje jako lesklý znak, viditelný proti světlu.

## Historie
V některých zemích se dříve používaly i telefonní karty s magnetickým nebo optickým proužkem.

### Československo
První kartový telefonní automat byl v Československu nainstalován 14. května 1991 v Praze, Olšanské ulici. O den později následoval automat na Výstavišti. Týž den byly v prodeji první karty. Až 7. května 1992 byl zprovozněn první automat mimo Prahu – v Brně. Automaty i karty byly vyrobeny francouzskou firmou Schlumberger Industries.
První telefonní karta měla náklad 10 000 ks, 150 jednotek a byl na ní motiv Všeobecné československé výstavy v Praze v roce 1991. Název v katalogu TK má „Výstava 150".

### Česko
V průběhu let 1993–1994 byly zkoušeny kartové telefonní automaty i karty jiných firem. V druhé polovině roku 1993 byla jako druhý dodavatel vybrána firma Gemplus. S firmou Schlumberger byla do konce roku 1993 ukončena spolupráce.
První česká telefonní karta měla náklad 200 000 ks, 150 jednotek a byl na ní motiv s koňmi a reklama na Centrum krizové intervence v Praze-Bohnicích. Název v katalogu TK má „Bohnice".

## Typy karet
Karty se dělí na několik skupin, podle způsobu distribuce a použití:
- Karty pro veřejné použití – vydávají je telekomunikační společnosti pro veřejnost, počet jednotek 50–150, jedna strana karty bývá využita k reklamním účelům
- Privátní telefonní karty – vydávány na objednávku soukromých právnických či fyzických osob, nejsou volně prodejné, zřídka se používají v automatech, i když je toto normálně možné – slouží jako prestižní dárky, nebo je vydání motivováno sběratelsky či spekulačně, počet jednotek 15–20
- Karty zvláštního určení (dárkové) – vydávány provozovatelem jako dárkové a propagační
- Karty služební – určené pro servisní pracovníky při opravách a testování